# Scary Monsters (and Super Creeps)
Scary Monsters (and Super Creeps) è il quattordicesimo album in studio del cantante inglese David Bowie, pubblicato nel 1980 dalla RCA Records e ristampato su Compact Disc per la prima volta nel 1984.

## Storia
L'album, l'ultimo con la RCA, è il primo lavoro di Bowie dopo la cosiddetta trilogia berlinese del periodo '77-'79, composta dai tre album Low, "Heroes" e Lodger. La trilogia non aveva ottenuto il successo commerciale sperato ma con Scary Monsters Bowie raggiunge quello che il biografo David Buckley ha poi definito "l'equilibrio perfetto". Alla sua uscita la stampa specializzata recensì molto positivamente il nuovo album che raggiunse la vetta delle classifiche inglesi.
Ad eccezione della interpretazione di Kingdom Come, brano di Tom Verlaine del 1979, tutte le tracce sono accreditate al solo Bowie, al contrario dei brani della trilogia berlinese, molti dei quali sono firmati a due mani con Brian Eno, che non è presente in Scary Monsters nemmeno tra i musicisti.
Inoltre vi fu il ritorno del chitarrista Robert Fripp, assente nel precedente Lodger, e di Roy Bittan, pianista della E Street Band di Bruce Springsteen, che aveva già collaborato con Bowie in Station to Station del 1976.
Scary Monsters ha avuto diverse riedizioni in formato CD, comprese quelle del 1992 e del 1996 che contenevano quattro tracce bonus: una versione acustica di Space Oddity registrata nel 1979, una versione inedita (sempre del 1979) di Panic in Detroit, Crystal Japan e Alabama Song, le ultime due uscite come singoli nel 1980 rispettivamente in Giappone e nel Regno Unito. Tali riedizioni uscirono nel 1992 in Europa per la EMI ed in America per la Rykodisc, e nel 1996 in Giappone per la Toshiba Emi. Tutte le edizioni precedenti e successive comprendevano esclusivamente i brani originali.

## Temi e stile
Stando alle affermazioni del co-produttore Tony Visconti, con Scary Monsters Bowie voleva abbandonare le sperimentazioni musicali e puntare sullo sviluppo di testi e melodie prima della registrazione, piuttosto che improvvisare le melodie in studio e aggiungere le parole in un secondo tempo.
L'uscita dell'album venne anticipata dal singolo Ashes to Ashes, che un mese prima dell'LP riscosse un notevole successo raggiungendo la vetta delle classifiche inglesi. Costruito sul tema orecchiabile della guitar synth di Chuck Hammer, il brano, diventato un classico di Bowie, riprende il personaggio di Major Tom, l'astronauta protagonista di Space Oddity.
Nonostante la struttura sontuosa del brano, il sound dell'intero album venne descritto dalla critica come più stridente – e la visione di David Bowie del mondo più disperata – di quanto aveva pubblicato dai tempi di Diamond Dogs (1974). Ne sono esempio It's No Game (No. 1), brano hard-rock che apre il disco e vede la presenza di alcune voci femminili giapponesi, la veloce title track, con delle notevoli percussioni e con l'accento finto-cockney di Bowie, il secondo singolo Fashion, anch'esso come Ashes to Ashes accompagnato da un videoclip, e Scream Like a Baby, una storia di prigionia politica.
A parte Ashes to Ashes, Teenage Wildlife è forse la canzone con il testo più personale. Accompagnato da un tema musicale che deve molto alla classica "Heroes", Bowie in questo caso sembra rivolgersi coraggiosamente ai suoi "figliocci" post-punk (ad esempio Gary Numan):
La RCA lanciò Scary Monsters nel settembre del 1980 con la scritta promozionale "Often Copied, Never Equalled" ("Spesso Imitato, Mai Uguagliato"), un riferimento diretto agli artisti New wave che Bowie ha ispirato nel corso degli anni.

## Accoglienza
Uscito il 12 settembre 1980 nel Regno Unito, Scary Monsters (and Super Creeps) raggiunse la vetta delle classifiche del Regno Unito appena due settimane dopo e rimase nelle charts per 32 settimane, conquistando il disco platino.
L'album ricevette anche un'ottima accoglienza da parte della stampa specializzata: il Melody Maker lo definì "un ingresso paurosamente emozionante negli anni ottanta" e Billboard Magazine "l'LP di Bowie più accessibile e commercialmente riuscito finora". La posizione numero 12 nelle charts americane rappresentò il risultato migliore dai tempi di Low, tre anni prima, mentre l'ultima volta che Bowie aveva raggiunto la prima posizione nelle classifiche britanniche era stato con Diamond Dogs, nel 1974. L'album ebbe inoltre un notevole successo in tutta Europa, in Giappone ed in Australia, paese in cui raggiunse il primo posto nella classifica degli album.
Nonostante la celebrità ed il più vasto successo commerciale che Bowie raggiungerà negli anni a venire, in particolare con il successivo album in studio Let's Dance del 1983, alcuni critici considerano Scary Monsters "il suo ultimo grande album", il "punto di riferimento" per ogni suo lavoro successivo.
Nel 2000, Q magazine ha piazzato Scary Monsters alla posizione numero 30 nella lista dei 100 migliori album britannici di sempre.

## Copertina
La copertina di Scary Monsters vede David Bowie vestito in stile Pierrot, come appare nel video di Ashes to Ashes; questo look è frutto della combinazione tra la fotografia di Brian Duffy ed il disegno di Edward Bell. Il retro della copertina del vinile originale presenta immagini che rimandano agli album della trilogia berlinese e a Aladdin Sane del 1973.

## Tracce
Testi e musiche di David Bowie, eccetto dove indicato.
Lato 1
1. It's No Game (No. 1) – 4:15
2. Up the Hill Backwards – 3:13
3. Scary Monsters (and Super Creeps) – 5:10
4. Ashes to Ashes – 4:23
5. Fashion – 4:46

Lato 2
1. Teenage Wildlife – 6:51
2. Scream Like a Baby – 3:35
3. Kingdom Come (Tom Verlaine) – 3:42
4. Because You're Young – 4:51
5. It's No Game (No. 2) – 4:22

### Tracce bonus sulle edizioni del 1992 e del 1996
1. Space Oddity – 4:47 – singolo B-side, versione acustica registrata nel 1979
2. Panic in Detroit – 3:00 – versione inedita registrata nel 1979
3. Crystal Japan – 3:08 – singolo A-side nell'edizione giapponese del 1979
4. Alabama Song – 3:51 (Bertolt Brecht, Kurt Weill) – singolo A-side in UK, registrato nel 1978

## Formazione
- David Bowie – voce, cori, tastiere
- Dennis Davis – percussioni
- George Murray – basso
- Carlos Alomar – chitarra
- Chuck Hammer – guitar/synth Roland GR-500 trattata con armonizzatore Eventide e con diversi delay su nastro magnetico (in Ashes to Ashes e Teenage Wildlife)[6]
- Robert Fripp – chitarra (in Fashion, It's No Game, Scary Monsters (and Super Creeps), Kingdom Come, Up the Hill Backwards e Teenage Wildlife)
- Roy Bittan – pianoforte (in Teenage Wildlife, Ashes to Ashes e Up the Hill Backwards)
- Andy Clark – sintetizzatore (in Fashion, Scream Like a Baby, Ashes to Ashes e Because You're Young)
- Pete Townshend – chitarra (in Because You're Young)
- Tony Visconti – chitarra acustica (in Scary Monsters (and Super Creeps) e Up the Hill Backwards), cori
- Lynn Maitland – cori
- Chris Porter – cori
- Michi Hirota – voce su It's No Game (No. 1)

## Influenza culturale
Scary Monsters è il nome dello Stand di Dr. Ferdinand e Diego Brando nel Manga "Steel Ball Run", settima serie de "Le Bizzarre Avventure di JoJo". 